# Maria Therese Tviberg
Maria Therese Tviberg (Bergen, 7 de abril de 1994) es una deportista noruega que compitió en esquí alpino.
Participó en los Juegos Olímpicos de Pekín 2022, obteniendo una medalla de bronce en la prueba de equipo mixto.
Ganó dos medallas en el Campeonato Mundial de Esquí Alpino de 2023, oro en el eslalon gigante paralelo y plata en el equipo mixto. 

## Palmarés internacional
| Juegos Olímpicos   | Juegos Olímpicos             | Juegos Olímpicos  | Juegos Olímpicos         |
| Año                | Lugar                        | Medalla           | Prueba                   |
| ------------------ | ---------------------------- | ----------------- | ------------------------ |
| 2022               | Pekín (China)                | Medalla de bronce | Equipo mixto             |
| Campeonato Mundial |                              |                   |                          |
| Año                | Lugar                        | Medalla           | Prueba                   |
| 2023               | Courchevel/Méribel (Francia) | Medalla de oro    | Eslalon gigante paralelo |
| 2023               | Courchevel/Méribel (Francia) | Medalla de plata  | Equipo mixto             |